# Панцирный геккончик
Панцирный геккончик (лат. Alsophylax loricatus) — вид ящериц из рода североазиатских геккончиков семейства гекконовых. Уязвимый, мозаично распространённый вид. Эндемик Ферганской долины. Реликт глинисто-солончаковых биотопов. Внесён в Красную книгу Республики Узбекистан.

## Описание

### Размеры
Панцирный геккончик по размерам меньше гладкого (длина тела до 33 мм) и сверху покрыт трехгранными бугорками, образующими правильные плотные ряды в виде сплошного панциря. Длина хвоста до 42 мм, масса 17-30 г. Туловище и голова слегка приплюснуты.
Из носовых щитков есть крупный межносовой и один-два мелкие добавочные носовые чешуйки; позади соприкасающихся между собой межносовых щитков расположена пара также соприкасающихся замежносовых; между центрами глаз десять чешуек; верхнегубных щитков семь-восемь; нижнегубных — по пять с каждой стороны; подбородочный щиток пятиугольный; позади него две пары нижнечелюстных щитков, первая соприкасается между собой; в центре спины вокруг спинного бугорка 13 чешуи; вдоль продольной оси тела снизу 91 чешуйка; анальных пор 10; подпальцевых пластинок 18—19.
Индекс ширины/высоты головы 57—75 мм; диаметр уха/глаза 17—33 мм; верхнегубных щитков 6—9 мм; нижнегубных 3—6 мм; чешуи между центрами глаз 8—15 мм; чешуи вдоль тела снизу 82—101 мм; анальных пор 8—12 мм; подпальпевых пластинок 16—22 мм: чешуи вокруг спинного бугорка 10—15 мм

### Строение
Горловая чешуя у панцирного геккончика очень мелкая, почти такой же величины, как спинные чешуи между бугорками. Чешуи хвоста расположены сегментами, каждый из которых в передней трети или четверти хвоста образован тремя-четырьмя поперечными рядами мелких и одним рядом значительно более крупных выпуклых чешуй. Чешуи среднего продольного ряда нижней поверхности хвоста больше соседних. Анальные поры у самцов большие, у самок малозаметные. Подпальцевые пластинки гладкие, без ребрышек или зубчиков на свободном крае.

### Окрас
Сверху от темно-бурого до светло-кофейного цвета. От заднего края носовых щитков до передне-верхнего края орбиты с каждой стороны морды тянется светлая полоса, часто окаймленная сверху темным; надглазничные чешуйки темные; от заднего края глаза длиной, равной его диаметру или несколько больше, тянется темная полоса; спина без рисунка или с семью-восемью неясными узкими темными поперечными полосками; на основании хвоста сверху может быть неясное темное пятно; вдоль хвоста до 12 неясных темных тонких поперечных полосок; эти полоски посередине хвоста могут сливаться друг с другом, образуя X-образный рисунок, который на хвосте и теле может частично или полностью исчезать. Нижняя поверхность тела панцирного геккончика белая.

### Изменчивость
Наблюдается половой диморфизм: у самок в сравнении с самцами анальные поры выражены в меньшей степени, а с возрастом могут почти полностью исчезать. Кроме того, максимальные размеры самок превосходят таковые самцов. Возрастная изменчивость проявляется в некоторых пропорциях тела: молодые особи более короткохвостые.

## Образ жизни
Активен с марта по ноябрь, в ночное время. В лунные ночи активность снижается. Днём укрывается в трещинах и пустотах глинобитных построек, в кучах бытового и растительного мусора, в норах насекомых и грызунов по берегам арыков. Зимует там же.
Спаривание происходит в апреле-мае. Самка откладывает несколько кладок по 1—2 яйца с середины июня по конец августа. Молодые геккончики появляются в августе-сентябре, достигают длины 15—17 мм. Половозрелость наступает на втором году жизни.

## Численность и распространение
До 1970-х годов был обычен, сейчас численность сокращается. Ведёт скрытый образ жизни, что осложняет оценку численности. Населяет исключительно антропогенные ландшафты, в естественных биотопах не обнаружен. Представляет интерес для науки как реликт глинисто-солончаковых биотопов, ныне исчезнувших. Для сохранения вида необходимо объявить заповедными участки со старыми глинобитными постройками, так как в современных кирпичных и бетонных сооружениях панцирный геккончик жить не может.